# Pegylis giraudetae
Pegylis giraudetae är en skalbaggsart som beskrevs av Decelle 1968. Pegylis giraudetae ingår i släktet Pegylis och familjen Melolonthidae. Inga underarter finns listade i Catalogue of Life.